# Christine Egerszegi-Obrist
Christine Egerszegi-Obrist, née le 29 mai 1948 à Baden, est une femme politique suisse membre du Parti libéral-radical. Elle préside le Conseil national en 2006.

## Biographie
Originaire de Baden, Mellingen et Riniken, Christine Egerszegi devient membre du Parti radical-démocratique en 1984. En avril 1989, elle accède au Grand Conseil du canton d'Argovie et occupe ce mandat jusqu'à son élection au Conseil national en octobre 1995 ; elle préside cette chambre parlementaire en 2006-2007. De 1995 à 2005, elle est membre de la commission de la sécurité sociale et de la santé publique et sa vice-présidente de 2003 à 2005.
À l'occasion des élections fédérales du 21 octobre 2007, elle est élue au Conseil des États comme représentante du canton d'Argovie. Depuis, elle est membre de la commission de la sécurité sociale et de la santé publique, dont elle est à nouveau vice-présidente de 2009 à 2011 puis présidente depuis 2011.
Elle est également présidente du comité de l'initiative populaire fédérale « jeunesse + musique », et de l’association Memoriav pour la sauvegarde de la mémoire audiovisuelle suisse.
Egerszegi est veuve, mère de deux enfants et grand-mère de cinq petits-enfants,.